# Nynke
Nynke é um filme de drama neerlandês de 2001 dirigido e escrito por Pieter Verhoeff, baseado na vida de Nienke van Hichtum. Foi selecionado como representante dos Países Baixos à edição do Oscar 2002, organizada pela Academia de Artes e Ciências Cinematográficas.

## Elenco
- Monic Hendrickx - Nynke van Hichtum
- Jeroen Willems - Pieter Jelles Troelstra
- Peter Tuinman
- Rients Gratama - Sjouke Bokma De Boer